# Jean Cruveilhier

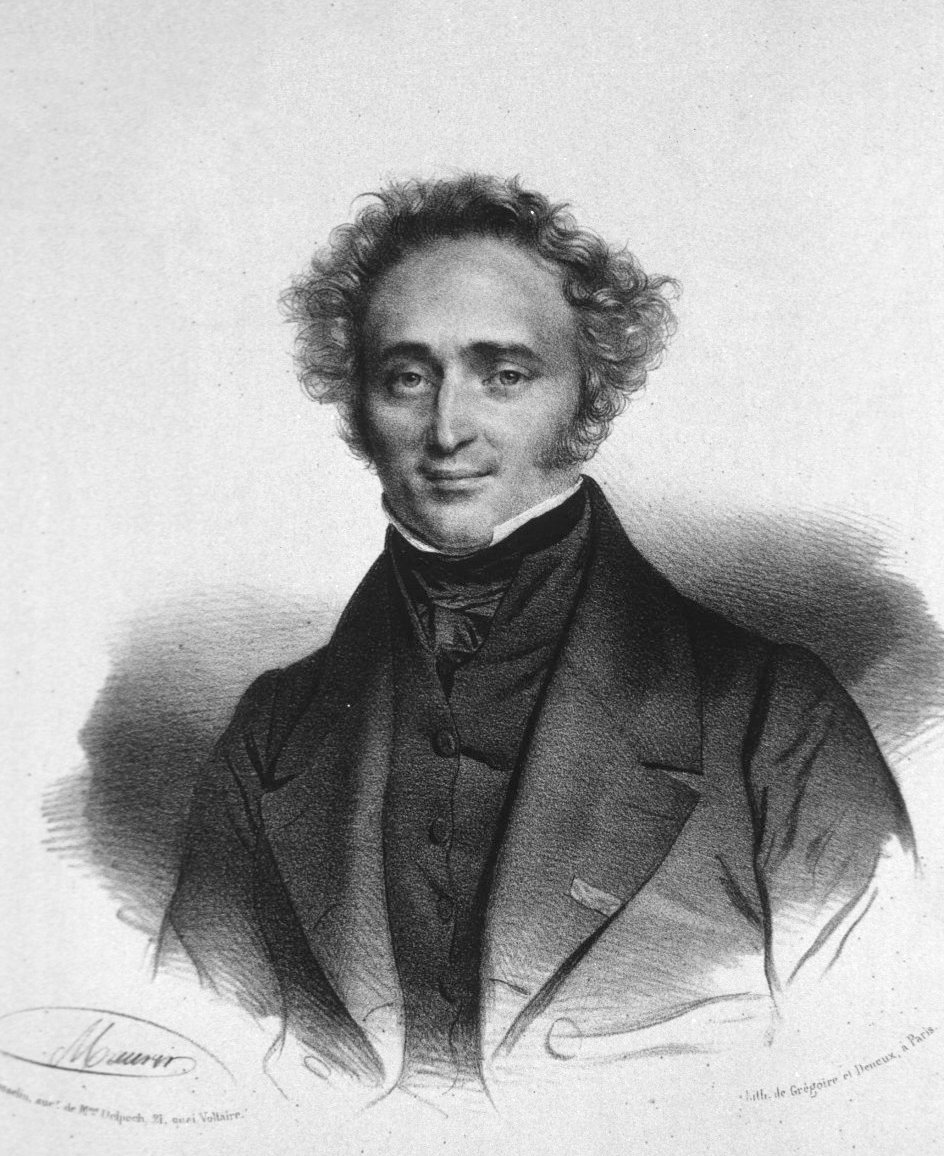
Jean Cruveilhier

 Jean Cruveilhier (n. 9 februarie 1791 — d. 7 martie 1874) a fost medic și anatomist francez, unul din creatorii anatomiei patologice. A fost primul care a descris scleroza multiplă.

## Opera

### Scrieri
- Anatomie descriptive (1834-1836)
- Anatomie pathologique du corps humain (1829-1842), cu peste 200 de gravuri ilustrate de Antoine Chazal (1793-1854).
- Trait d'anatomie pathologique génerale (1849-1864)
- Anatomie du système nerveux de l'homme (1845)
- Traite d'anatomie descriptive (1851)